# Stockberg (Bergisch Gladbach)
Stockberg ist ein Ortsteil im Stadtteil Bärbroich von Bergisch Gladbach. 

## Geschichte
Stockberg ist eine Einzelsiedlung nordöstlich von Bärbroich mit einer schmalen Zufahrt auf dem Weg von Bärbroich nach Oberselbach. Bei dem Namen handelt sich um eine mündlich überlieferte Flurbezeichnung, die 1962 in das Straßenverzeichnis eingetragen wurde. Auch die auf 250 m NHN südlich liegende Erhebung heißt Stockberg bzw. Stock-Berg. Das Bestimmungswort Stock hat mehrere Bedeutungen: Es bezeichnet einen Baumstumpf oder einen aus Baumstümpfen entsprossenen Nadelwald. Es kann sich aber auch auf einen Bildstock (= Heiligenstatue) oder einen Grenzpfahl beziehen.
Ab der Preußischen Neuaufnahme von 1892 ist er auf Messtischblättern regelmäßig als Stockberg oder ohne Namen verzeichnet. Er war zunächst über einen von Süden kommenden Stichweg von Bärbroich aus erschlossen, nach Fertigstellung der Straße von Bärbroich ins Dürschtal in der ersten Hälfte des 20. Jahrhunderts dann von dieser.

## Bergbau
In der Umgebung von Stockberg lag in einem schwer zugänglichen Gelände die Grube Elisa.